# Caenocrepis
Caenocrepis is een geslacht van vliesvleugeligen uit de familie Pteromalidae. De wetenschappelijke naam van dit geslacht is voor het eerst geldig gepubliceerd in 1878 door Carl Gustaf Thomson.

## Soorten
Het geslacht Caenocrepis omvat de volgende soorten:
- Caenocrepis arenicola (Thomson, 1878)
- Caenocrepis bothynoderi Gromakov, 1940